# Le Tueur (film, 1972)
Pour les articles homonymes, voir Le Tueur.
Pour plus de détails, voir Fiche technique et Distribution.
Le Tueur est un film policier ouest-germano-italo-français réalisé par Denys de La Patellière et sorti en 1972.

## Synopsis
Le commissaire divisionnaire Le Guen, qui a réussi à arrêter le tueur Georges Gassot, se heurte aux méthodes plus modernes de François Tellier, nouveau directeur de la PJ. Gassot s'enfuit de l'hôpital psychiatrique à destination de Marseille où il rencontre une jeune prostituée allemande, Gerda. Mais Le Guen, par l'intermédiaire d'un journaliste, fait croire au milieu que Gassot est à Marseille pour se mettre à la tête de leurs affaires ; les meurtres à Marseille du souteneur de Gerda et celui du passeur de Gassot laissent croire à cette version. Gassot remonte à Paris, suivi par Le Guen.
Le Guen, de nouveau aux trousses de Gassot, le rate encore. Gassot se met à tuer tous ceux qui lui barrent la route, ou qui ont l'air de l'avoir trahi, et reste en contact seulement avec son frère François et Gerda. Tentant de participer à un coup, il est devancé par Le Guen qui retourne les commanditaires contre lui. Tellier tente de coincer Gassot en utilisant sa marque de cigarettes, des Boyard papier maïs, peu courantes, et sa fréquentation de Gerda. Mais au moment où Le Guen s'apprête à arrêter Gassot dans sa planque, les commanditaires y font irruption, et Gassot s'enfuit en les tuant. L'échec de Le Guen est d'autant plus mal accepté par Tellier, que ses méthodes, selon lui, ont saboté son plan, et qu'en dressant les truands contre Gassot, Le Guen tente de leur faire appliquer la peine de mort que le tribunal a rejeté. Tellier lui dit qu'il est trop tard pour le mettre à la retraite, mais exige qu'il mette la main sur Gassot.
Le frère de Gassot, qui vit d'une arnaque aux films pornos, est piégé par le vrai film porno que les flics « découvrent » opportunément chez lui. Le Guen obtient de Tellier les barrages que celui-ci avait proposés au départ. Le Guen ne pense en réalité pas que ceux-ci me coinceront, mais veut faire monter la pression sur Gassot. Pour s'assurer de la capture du tueur, Le Guen fait placer dans la cellule de son frère un « mouton », qui doit obtenir des renseignements au plus vite. Traqué, Gassot demande à Gerda de voir son frère, pour qu'il lui procure une planque malgré sa captivité. François, acculé, lui envoie le « mouton », qui le rencontre, puis rentre aussitôt à la PJ pour la tenir au courant. Le Guen monte un traquenard que Tellier, malgré sa réticence sur ses méthodes, accepte.
Le traquenard est préparé dans un restaurant de campagne, mais Gerda s'aperçoit de l'encerclement policier et prévient Gassot, qui s'enfuit, en blessant grièvement l'adjoint de Le Guen. Encerclé par la police, il finit par se tirer une balle dans la bouche sous les yeux de Gerda, Le Guen et Tellier.

## Fiche technique
Sauf indication contraire, les informations mentionnées dans cette section peuvent être confirmées par la base de données cinématographiques Unifrance,  présente dans la section « Liens externes ».
- Titre original français : Le Tueur
- Titre italien : Il commissario Le Guen e il caso Gassot
- Titre allemand : Der Killer und der Kommissar
- Réalisation : Denys de La Patellière, assisté de Bernard Stora et Thierry Chabert
- Scénario : Denys de La Patellière, adaptation de Denys de La Patellière et Pascal Jardin
- Dialogue : Pascal Jardin
- Images : Claude Renoir
- Opérateur : Charles-Henri Montel, assisté de Roger Tellier et René Chabal
- Script-girl : Colette Crochot
- Musique : Hubert Giraud (Édition musicale Claude Pascal)
- Chanson : C'était un homme, paroles de Pierre Delanoë et musique de Hubert Giraud, interprétée par Ricky Shayne
- Direction musicale : Jean Claudric
- Montage : Claude Durand, Clarissa Ambach
- Décors : Michel de Broin, assisté de Marc Desages
- Son : Jean Rieul, assisté de Vartan Karakeusian
- Perchman : Marcel Corvaisier
- Montage sonore : Michèle Boehm et Michèle Amsellem
- Régisseur général : Jean Pieuchot
- Régisseur adjoint : Yves Marin
- Administrateur : André Mennecier
- Ensemblier : Claude Sune
- Accessoiriste : Maurice Terrasse
- Maquillage : Yvonne Gasperina et Jean-Pierre Eychenne
- Habilleuses : Micheline Bonnet et Jeannine Herly
- Costumes : Félix Marten est habillé par Sylvain Dayan
- Coiffures : Alexandre
- Bruitage : Daniel Couteau
- Attaché de presse : Nicole Liss
- Chef machiniste : Eugène Herly
- Chef électricien : Jacques Touillaud
- Photographe de plateau : Marcel Dole
- Secrétaire de production : Ginette Mejinsky
- Producteurs : Claude Giroux, Eric Rochat
- Directeur de production : Eric Geiger
- Producteur associé : Claude V. Coen
- Producteur délégué : Louis-Emile Galey
- Sociétés de production : Cofci, Gafer, Europa Films (Paris), Rialto Film (Berlin), Mondial Te-Fi (Rome)
- Pays de production :  France -  Italie -  Allemagne de l'Ouest
- Distribution : Prodis
- Affichiste : Clément Hurel
- Tirage : Laboratoire Franay LTC Saint-Cloud
- Enregistrement : Westrex 1.135, Société SNEC, Auditorium Paris Studio Cinéma
- Tournage : intérieurs dans les studios de Paris-Studio-Cinéma
- Générique : Stan
- Format : pellicule 35 mm - 1,85:1 - couleur - son mono
- Date de tournage : du 8 novembre 1971 au 7 janvier 1972
- Genre : policier
- Durée : 85 minutes
- Visa d'exploitation : 39 195
- Date de sortie : 
  - France : 1er mars 1972
  - Italie : 13 août 1972
  - Allemagne de l'Ouest : 29 septembre 1972

## Distribution
- Jean Gabin : le commissaire divisionnaire Le Guen
- Fabio Testi (VF: Marc Porel) : Georges Gassot, le tueur
- Uschi Glas : Gerda, la prostituée allemande
- Bernard Blier : François Tellier, le directeur de la P.J.
- Félix Marten : l'inspecteur Louis Campana, adjoint de Le Guen
- Jacques Richard : François Gassot, le frère de Georges
- Gérard Depardieu : Frédo Babasch, le « mouton » de la Santé
- Ginette Garcin : Lulu, l'amie de François Gassot
- Philippe Valauris : L'inspecteur Guérin
- Sady Rebbot : Lucien le Grenoblois
- Jacques Debary : le commissaire de Marseille
- Georges Staquet : M. Alphonse, propriétaire du sex-shop
- Philippe March : le médecin psychiatre
- Robert Lombard : Laurière, l'aubergiste
- Jean Barney : un jeune inspecteur
- Georges Blaness : un pied-noir
- Mario David : un pied-noir (frères Garcia)
- Uschi Bremen : la vendeuse du sex-shop
- Ermanno Casanova : un infirmier
- FonFon : un ancien truand
- Monica Siwers : la belle Marseillaise
- Marc Arian : le rabatteur des films « cochons »
- Ermanno Casanova : un infirmier

## Réception
- Le film a réuni 910 500 spectateurs dans les salles de cinéma en France[2].

## Autour du film
- Le film montre les grands travaux alors en cours à Paris au début des années 1970, débutant avec un long travelling descendant sur la tour Montparnasse en construction, et au  milieu du film, un plan large sur la destruction des anciennes Halles de Paris.
- Premier film avec Jean Gabin et Gérard Depardieu. Ils se retrouveront l'année suivante dans L'Affaire Dominici de Claude Bernard-Aubert et dans Deux hommes dans la ville de José Giovanni, même si pour ce dernier film, ils ne partagent pas de scènes communes.